# Bémécourt
Bémécourt település Franciaországban, Eure megyében. Lakosainak száma 557 fő (2022. január 1.). Bémécourt Les Baux-de-Breteuil, Breteuil és Verneuil d’Avre et d’Iton községekkel határos.

## Népesség
A település népességének változása:
| Lakosok száma | 292  | 328  | 414  | 463  | 492  | 537  | 576  | 582  | 582  | 557  |
|               | 1968 | 1982 | 1990 | 2006 | 2013 | 2015 | 2017 | 2019 | 2020 | 2022 |